# Pseudacris maculata
Pseudacris maculata (Agassiz, 1850) è una rana della famiglia Hylidae che vive in Nord America.